# موكشا

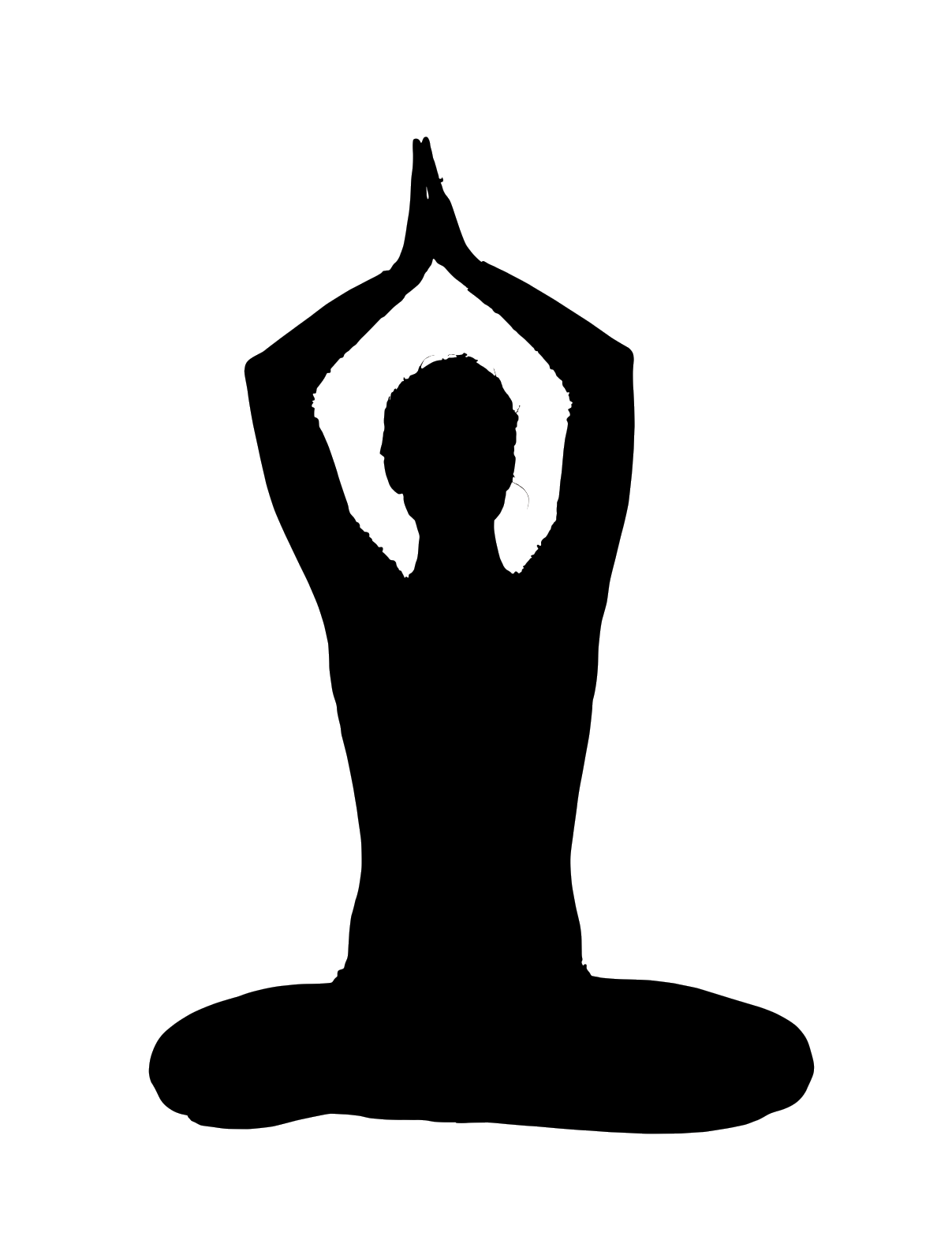

موكشا (mokṣa باللغة السنسكريتية मोक्ष) هو مصطلح يستخدم في الديانات والفلسفة الهندية يعني الانعتاق أو التحرر أو الإطلاق، وله مرادفات في الثقافة الهندية وهي فيموكشا vimoksha، وفيموكتي vimukti وموكتي mukti.
حسب مفاهيم علم الخلاص والآخرة فإن الموكشا تعني الحرية والخلاص من سامسارا، وهي دورة الموت وإعادة الانبعاث. أما حسب مفاهيم علم النفس ونظرية المعرفة فإن موكشا تعني الحرية ومعرفة وإيقان الذات.
تلعب موكشا دوراً محورياً في الثقافة والتقاليد الهندوسية، إذ تعد واحدة من أربعة مفاهيم وأهداف في حياة الإنسان حسب المعتقد الهندوسي والمعروفة باسم البوروشارتا.

## اقرأ أيضاً
- دارما
- كاما
- أرثا
- فلسفة هندية